# Mujtaba Faiz
Mujtaba Faiz, född 21 november 1989, är en afghansk tidigare fotbollsspelare (vänsterback) som spelade för det afghanska fotbollslandslaget 2010–2015. Han var med i den afghanska landslagstruppen som vann Sydasiatiska mästerskapet i fotboll 2013. På klubbsidan var han som spelare i Shaheen Asmayee med och vann Afghan Premier League 2013 och 2014. 2016 blev han assisterande tränare i Shaheen Asmayee. 2018 blev han tränare för Afghanistans U23-landslag.